# Terme varroniane

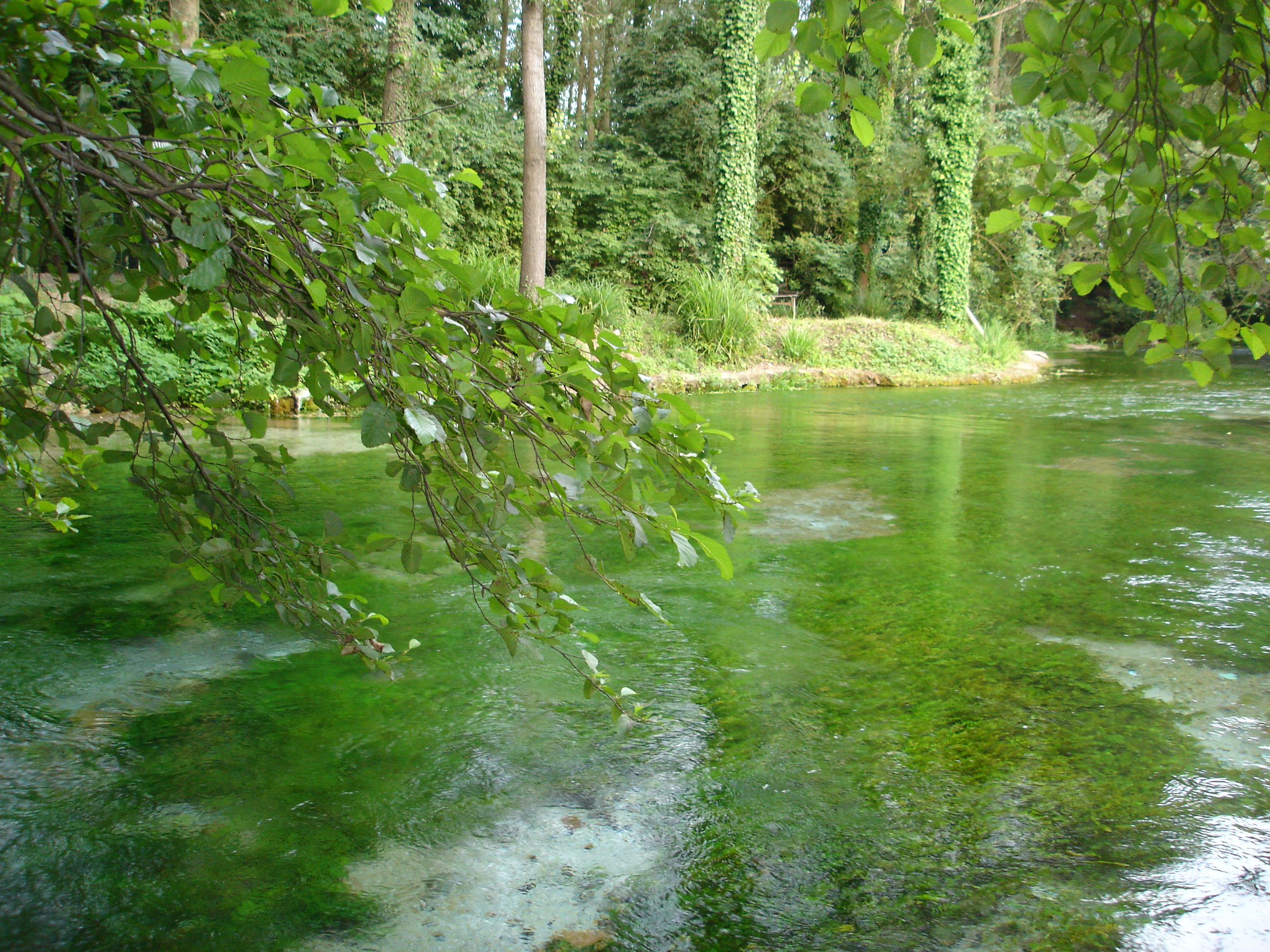
Le acque sorgive presso le Terme varroniane.

Le Terme varroniane sono un parco naturale-termale nato nel dopoguerra nei pressi della villa di Marco Terenzio Varrone, erudito scrittore latino, presso la città di Cassino.

## Il parco
Nella zona del territorio di Cassino detta Monticello, presso la stazione ferroviaria, oltre a confluirvi le acque del fiume Rapido, sgorgano migliaia di sorgenti che generano uno dei rami del fiume Gari. La zona sorgentizia delle Terme Varroniane è classificata come la più grande d'Italia. Tali acque sgorgano dal parco delle Terme Varroniane, ricco di vegetazione, nella quale spiccano i salici piangenti con i rami spioventi sui ruscelli. Il paesaggio è particolarmente suggestivo in primavera e autunno.
Il parco è poco distante dalla zona dove dovrebbe esservi l'antico edificio latino identificato come una sontuosa villa appartenuta a Marco Terenzio Varrone, da lui citata nei suoi scritti. Marco Tullio Cicerone sostiene che la villa avrebbe ospitato degli incontri amorosi sregolati di Marco Antonio.
Dopo scavi non esaustivi eseguiti nel 2001, Emilio Pistilli ha avanzato l'ipotesi che la Villa di Varrone potrebbe trovarsi in una zona oggi nota come "contrada Mastronardi", ad ovest della ferrovia Roma-Napoli. Lungo l’argine destro del fiume sono stati trovati dei massi calcarei che, secondo Pistilli, sono compatibili con la descrizione della villa tramandata dallo stesso Varrone. 
Il parco ospita oggi uno stabilimento idropinico, la sala congressi - banchetti, l'area concerti ed il camping internazionale, attrezzato con area pic-nic e per attività sportiva. I ruscelli sono ricchi di fauna come trote, carpioni, anguille e lamprede.

## Le terme antiche
Varrone stesso provvide a far erigere un edificio termale sul suo podere da dove nascevano le acque del Gari. In epoca romana già erano note le proprietà di queste acque. 
Il podere in questione fu acquistato da sua moglie Fundania e lo scrittore vi si ritirò in vecchiaia. Qui egli scrisse il De re rustica per mostrare alla moglie - cui l'opera è dedicata - come amministrare la villa.
(Marco Terenzio Varrone, De re rustica)
Antonio da Sangallo fu il primo in età moderna a studiare e a rilevare la pianta del complesso. Vi era una sala ottagonale da cui si ramificava una struttura a croce greca, con cellae frigidarie e calidarie, come nella tradizione termale romana. Le terme erano immerse in un parco alberato con effigi degli antenati della famiglia.

## Il complesso idropinico
Il complesso ha funzione anche di stabilimento idropinico, che utilizza le sorgenti naturali convogliate in fontanelle a getto continuo, dislocate per tutto il parco.
Si stima che il flusso sia di 18 metri cubi all'ora. La temperatura delle acque è di 13 gradi.
Le acque, classificate come "bicarbonate medio-minerali fredde", sono diuretiche ed indicate per varie patologie gastriche, renali ed epatiche, nonché per alleviare la gotta.